# アカバナ
アカバナ（赤花・赤葉菜、学名：Epilobium pyrricholophum ）は、アカバナ科アカバナ属の多年草 。

## 特徴
茎には稜がなく円柱形で、高さは15-90cmになり、短い腺毛が生え、上部で多くの枝を分ける。葉は上部の葉を除いて対生し、短い葉柄があるか無柄でしばしば茎を抱き、葉身は長さ2-6cm、幅0.7-3cmの卵形から卵状披針形で、先端は鈍形か鋭形、基部は広いくさび形からやや心形で、縁にあらい鋸歯がある。茎と葉は紅紫色になることがある。
花期は7-9月。花は茎上部の葉腋から単生する。花の基部に細長くつく花柄状のものは、のちに果実になる子房で腺毛がつく。萼片は4個あり、裂片は長さ4-6.5mmの披針形で外面に腺毛が密につく。花は淡紅白色から紅色で径約8mm、花弁は4個あり、倒卵形で先端が2裂する。雄蕊は8個あり、そのうち4個が長い。雌蕊の柱頭は棍棒状。果実は4稜形の細長い蒴果で長さ3-8cmになり、短い腺毛があり、先端から裂開する。種子は長さ1.5-1.8mmの長楕円形で、赤褐色の冠毛状の長い毛（種髪）がつき、風によって飛ばされる。

## 分布と生育環境
日本では、北海道、本州、四国、九州に分布し、山麓や野原の水湿地に生育する。世界では、朝鮮半島、中国大陸、樺太、千島列島に分布する。

## 名前の由来
和名のアカバナは、「赤花」の意で、夏以降に茎葉が紅紫色になることによる。春の若い葉は食用になることから、「赤葉菜」とする説もある。
種小名の pyrricholophum は、「赤色の種毛がある」の意味。

## ギャラリー

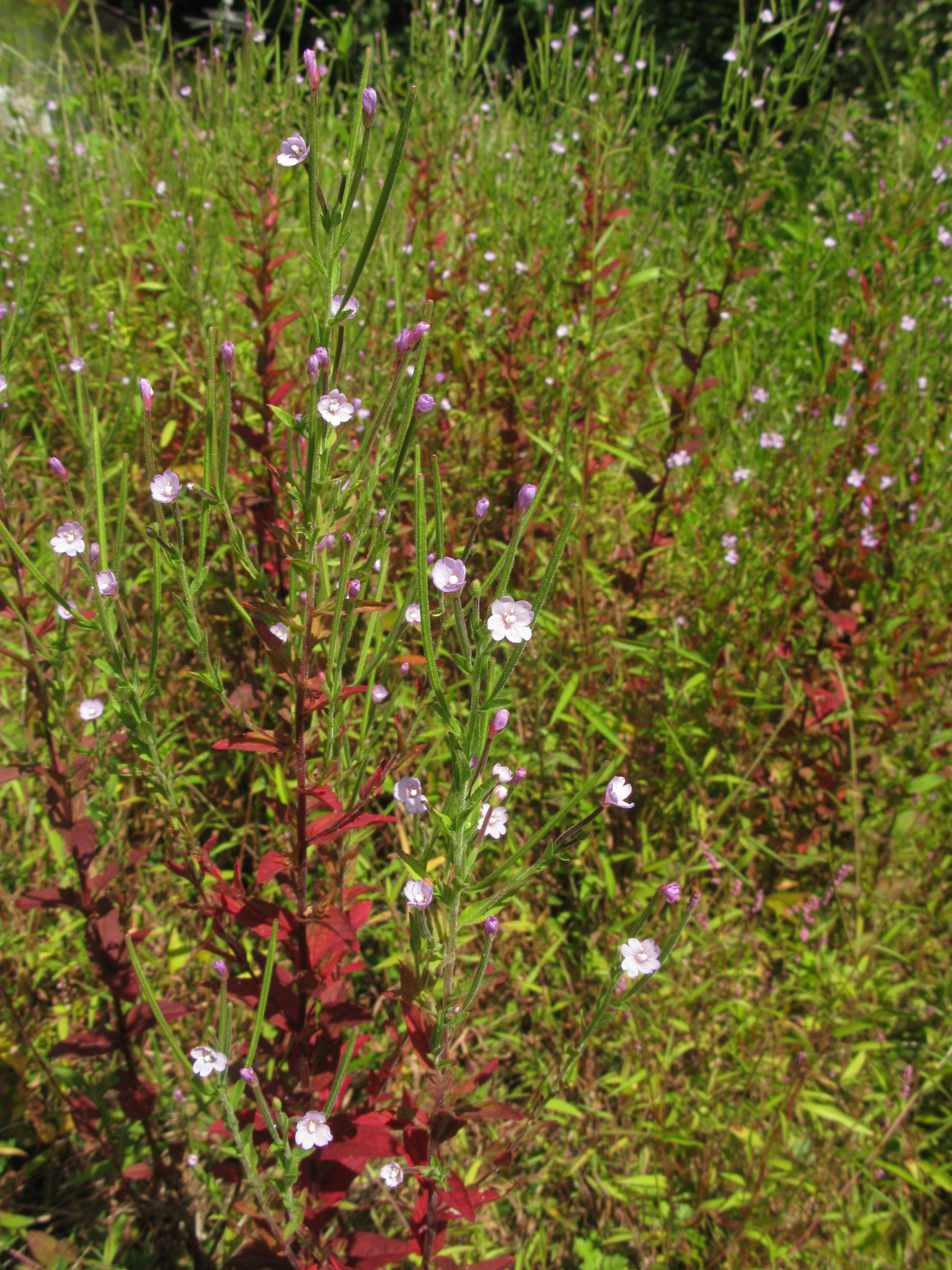
茎葉が紅紫色になることがあり、和名の由来となる。
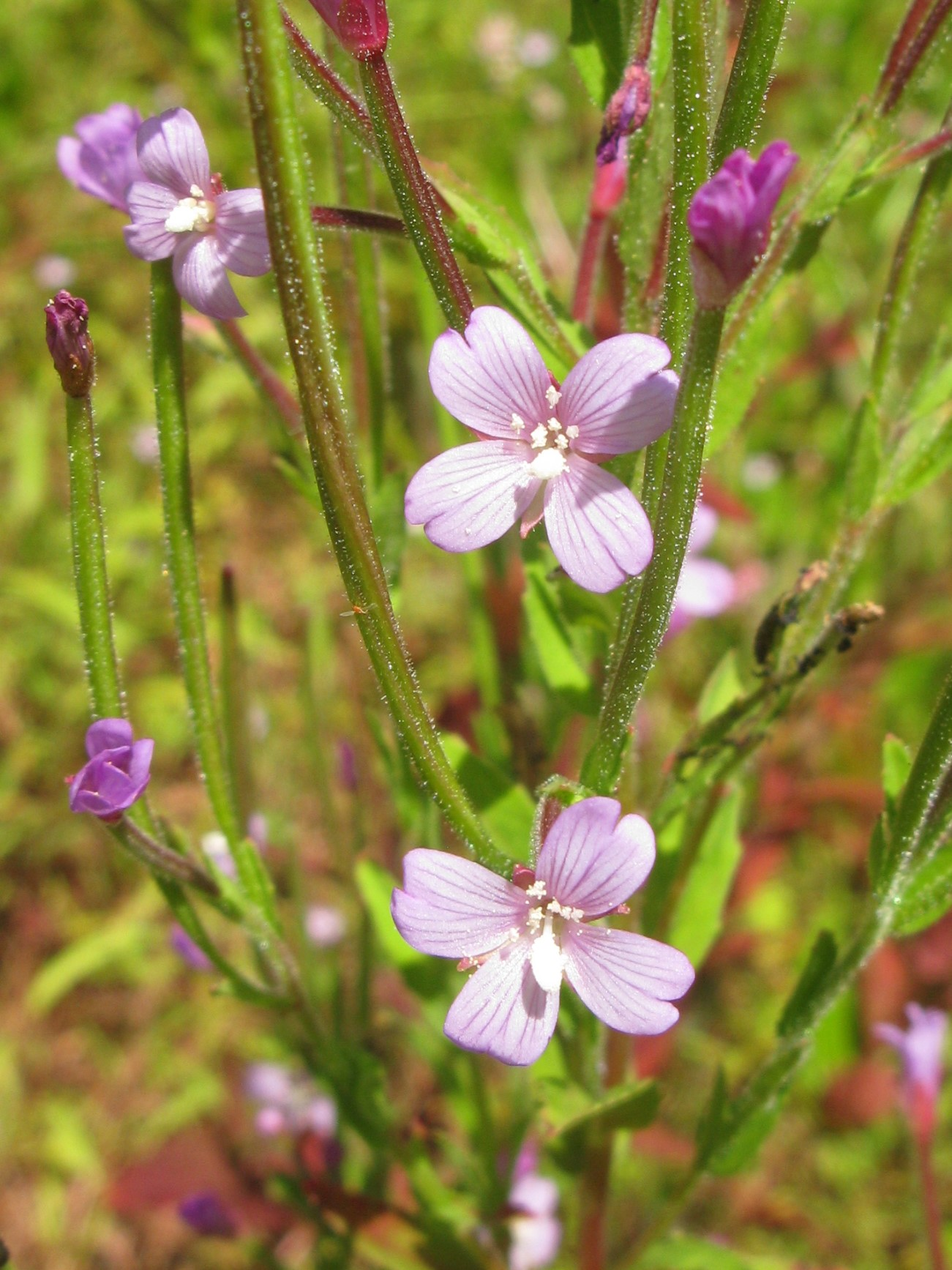
柱頭は棍棒状になる。

## 下位分類
- ムツアカバナ（陸奥赤花） Epilobium pyrricholophum Franch. et Sav. var. curvatopilosum H.Hara[7] - 基本種と比べ腺毛がなく屈毛があるもの[8]。基本種と区別しない考えがある[7]。